# Seconde topique
Pour les articles homonymes, voir Topique.
 (octobre 2022).
Si vous disposez d'ouvrages ou d'articles de référence ou si vous connaissez des sites web de qualité traitant du thème abordé ici, merci de compléter l'article en donnant les références utiles à sa vérifiabilité et en les liant à la section « Notes et références ».

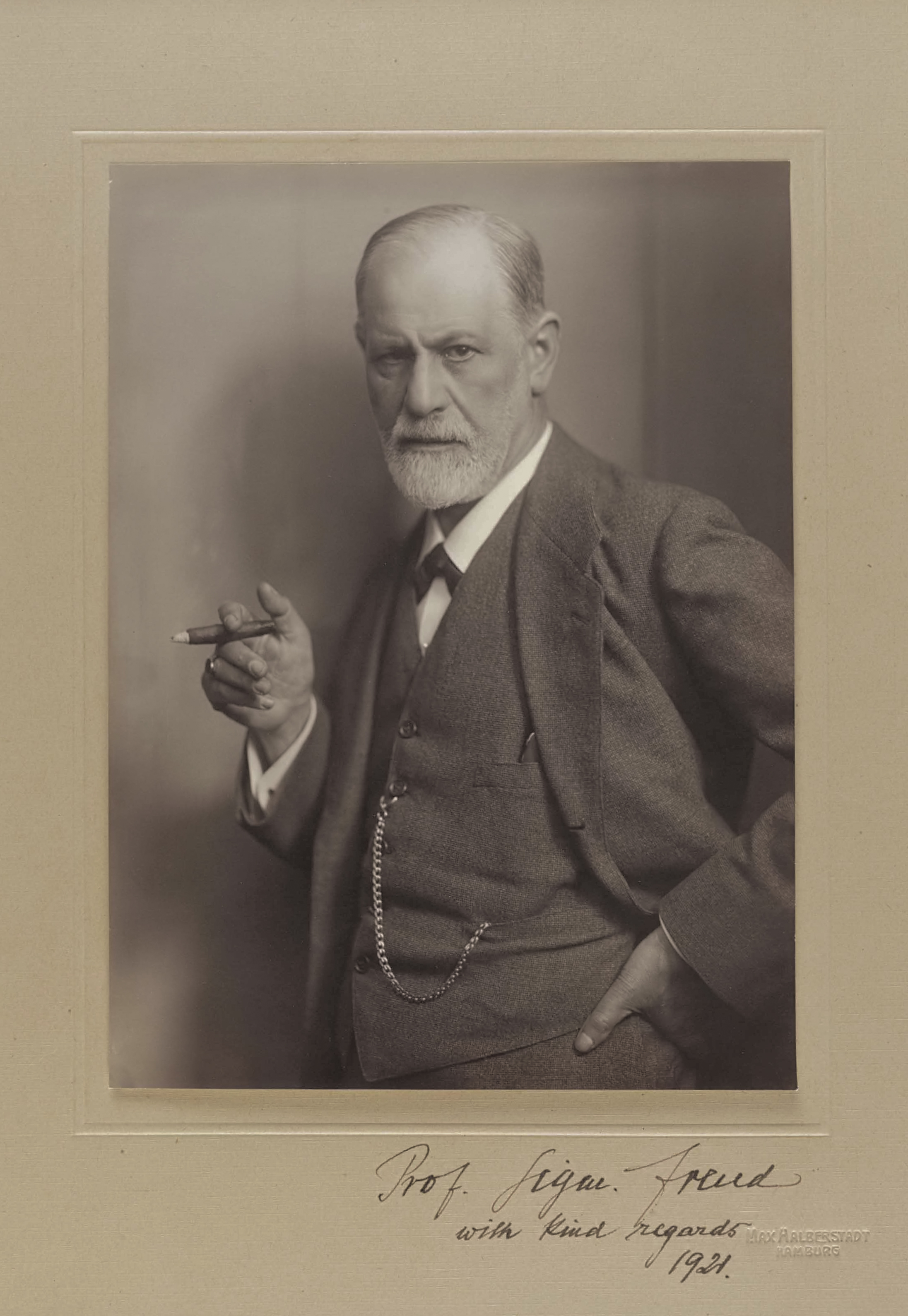
Sigmund Freud vers 1921, au moment de la seconde topique.

La seconde topique est l'un des éléments fondamentaux de la théorie psychanalytique élaborée par Sigmund Freud. Tout comme la première topique, elle représente une tentative de cartographie de l'appareil psychique. Elle représente l'une des trois perspectives de l'approche psychanalytique : dynamique, économique et topique. Le terme de topique vient du grec τόπος / tópos, « lieu ». 
Formulée à partir de 1920, à la suite de l'apport de nombreuses notions théoriques de la métapsychologie freudienne (dont les principales furent le narcissisme, le principe de plaisir et le principe de réalité), elle comporte trois instances : le ça, le moi et le surmoi. Le principe isolé dans cette deuxième topique est le principe de répétition qu'il a théorisé à partir de l'observation de son petit-fils âgé de 18 mois W. Ernest Freud et son jeu de la bobine (fort, da décrit dans Au-delà du principe de plaisir).
Cette seconde topique ne vient pas contredire la première topique, elle propose une diversification de l'explication et peut être superposée, sur certains points, à la précédente.

## Instances

Seconde topique freudienne vue par rapport à la première.

### Ça
Le Ça est la partie la plus chaotique de l'appareil psychique. C'est un espace qui ne connait pas le refus, il n'est pas soumis à la réalité externe. La temporalité n'est pas la même. Les pulsions exercent leur force. Le Ça ne correspond pas vraiment à l'inconscient de la première topique, bien qu'il soit totalement inconscient.

### Moi
Le Moi est une partie du Ça qui s'est organisée en raison des stimuli de la réalité externe. Il correspond au siège de la personnalité. Il serait une erreur cependant de le considérer comme l'équivalent du conscient de la première topique puisqu'une partie du Moi est inconsciente. Le moi tente de trouver des compromis entre les pulsions du Ça qui réclament satisfaction et les interdictions du Surmoi, entre le principe de plaisir et le principe de réalité. C'est pourquoi « le Moi n'est pas maître dans sa propre maison ».

### Surmoi
Le Surmoi est l'instance psychique issue du complexe d'Œdipe. C'est l'intériorisation de l'interdit de l'inceste, des lois et des normes sociales. Selon ses exigences, il peut être cruel, sadique ou protecteur. On constate après les travaux de Mélanie Klein que bien avant le complexe d'Œdipe, il existe les prémices d'un Surmoi, en tout cas d'une instance interdictrice. Le Surmoi assure la non-satisfaction immédiate des pulsions, il représente donc une sorte de liant social.

## Évolution
La seconde topique reste la représentation la plus courante de la psyché humaine au sein des approches psychodynamiques.
Néanmoins, plusieurs psychanalystes formulèrent à la suite de Freud leur propre métapsychologie, ou lui ajoutèrent simplement leurs concepts. Ainsi Mélanie Klein élabore le concept de positions, Jacques Lacan insiste quant à lui notamment sur l'importance du langage (et du signifiant) et distingue imaginaire, symbolique et réel ; l'Ego psychology fait du Moi son centre d'intérêt, tandis que Fairbairn et Kohut qui formulèrent deux nouvelles métapsychologies.

#### Textes de référence (choix)
- Sigmund Freud, Au-delà du principe de plaisir (1920), Paris, Payot, coll. « Petite Bibliothèque Payot », 2010  (ISBN 2-228-90553-4)
- Sigmund Freud, Le Moi et le Ça (1923), Paris, Payot, coll. « Petite Bibliothèque Payot », 2010  (ISBN 2-228-90568-2)
- Sigmund Freud, Inhibition, symptôme et angoisse, Paris, PUF

#### Études
- J. Laplanche et J.-B. Pontalis, Vocabulaire de la psychanalyse, entrée: « Topique », Paris, P.U.F., 1re éd.: 1967, 8e édition: 1984  (ISBN 2 13 0386210)